# Patrick Schagerl
Patrick Schagerl (sinh 20 tháng 9 năm 1992) là một cầu thủ bóng đá Áo hiện đang thi đấu cho FC Blau-Weiß Linz.